# Camí cap a la glòria
Camí cap a la glòria (títol original: When Saturday Comes) és una pel·lícula britànica de Maria Giese estrenada l'any 1996. Ha estat doblada al català.

## Argument
Un futbolista aficionat -Sean Benn- que treballa en una fàbrica del nord de la Gran Bretanya, juga cada setmana animat per la seva promesa Annie -Emily Lloyd- i és reclutat pel club professional de Sheffield United FC, a partir que un buscatalents -Pete Postlewaite- es fixa en ell. La seva progressió és frenada pel seu fort consum d'alcohol.

## Repartiment
- Sean Bean: Jimmy Muir
- Emily Lloyd: Annie Doherty
- Pete Postlethwaite: Ken Jackson
- Craig Kelly: Russell Muir
- John McEnery: Joe Muir
- Ann Bell: Sarah Muir
- Melanie Hill: Mary Muir
- Chris Walker: Mac
- Tim Gallagher: Steve
- John Higgins: Rob
- Peter Gunn: Tommy
- Nick Waring: Gary

## Crítica
"Típic lliurament de somnis de grandesa. Una més"